# 전병용
전병용(1934년 7월 24일 ~ )은 대한민국의 정치인이다. 제7·8대 공주시장을 역임했다.

## 학력
- 계룡국민학교 (졸업)
- 공주중학교 (졸업)
- 공주고등학교 (졸업)
- 고려대학교 (이과대학 / 중퇴)

## 역대 선거 결과
|  | 51.13% |

|  | 58.81% |